# NGC 2506
NGC 2506 (Caldwell 54) est un amas ouvert, situé dans la constellation de la Licorne. Il a été découvert par l'astronome germano-britannique William Herschel en 1791.

NGC 2506 est à environ 3 460 pc (∼11 300 al) du système solaire et les dernières estimations donnent un âge de 1,1 milliard d'années. La taille apparente de l'amas est de 12 minutes d'arc, ce qui, compte tenu de la distance, donne une taille réelle maximale d'environ 39 années-lumière. 

Selon la classification des amas ouverts de Robert Trumpler, cet amas renferme plus de 100 étoiles (lettre r) dont la concentration est forte (I) et dont les magnitudes se répartissent sur un intervalle moyen (le chiffre 2).